# گابریل تارد
گابریل تارد (انگلیسی: Gabriel Tarde؛ ۱۲ مارس ۱۸۴۳ – ۱۳ مه ۱۹۰۴) دانشمند در زمینه جامعه‌شناسی اهل فرانسه بود.
وی همچنین برندهٔ جوایزی همچون لژیون دونور (شوالیه) شده‌است.گابریل تارد بیشتر به جنبه جامعه شناختی جرم توجه دارد و جرم را با محیط و پیرامون فرد مجرم مرتبط میداند. مثلا در مورد سارقین و قاتلین می گوید اکثریت آنها کسانی هستند که در دوران کودکی به حال خود رها شده اند و در کوچه و خیابان زندگی کرده اند. بزهکاری آنها ناشی از عوامل ارثی نیست ( بر خلاف اعتقاد چزاره لومبروزو ایتالیایی). آنها جرم را انتخاب کرده اند و دلیل این امر مشکلات دوران طفولیت آنها بوده است. او در سال ۱۸۹۰ کتاب « فلسفه کیفری» را به نگارش در آورد. وی در زمینه بزهکاری خانواده، بحران دینی و فقر را موثر میداند. 
آقای تارد دیدگاه دیگری نیز دارد تحت عنوان « قوانین تقلید» که در آنها اراده فرد را بین جبریت و آزادی می پذیرد. او معتقد است که همه رفتارهای انسانی تحت تاثیر سه مدل اتفاق می افتد:
۱- هر چه انسانها به هم نزدیکتر باشند بیشتر از هم تقلید میکنند.
۲- انسانها بیشتر از فرد فرا دست خود تقلید میکنند.
۳- الگو یا مدل در انتخاب تقلیدها نقش مهمی دارد. 
به این ترتیب آقای تارد می خواهد از طریق قوانین تقلید تحول تاریخی جرم را برای ما توضیح دهد و بگوید مردم در واقع مفاسد و معایب طبقه حاکم را تقلید می کنند.